# École nationale supérieure de chimie de Montpellier
École nationale supérieure de chimie de Montpellier (ENSCM) – jest jedną z francuskich Grandes Ecoles, znajdującą się w Montpellier. Chociaż może dzielić kadrę akademicką i działalność badawczą z Uniwersytetem, jak również z jednostkami badawczymi, takimi jak CNRS, ENSCM ma szczególny status jako niezależny organ z własnymi laboratoriami badawczymi.
ENSCM zapewnia wysoki poziom szkoleń dla inżynierów i naukowców w dziedzinie chemii i jest znany z działalności badawczej w następujących dziedzinach:
- Chemia Makromolekularna (w szczególności Heterochemia)
- Chemia miękka
- Projektowanie i rozwój ciał stałych (makromolekuły, materiały hybrydowe, materiały katalityczne i membrany), badanie właściwości i zastosowań tych materiałów[3].

## Słynni absolwenci
- Yves Piétrasanta, francuski polityk